# Українська бронетехніка (підприємство)
ТОВ «Українська бронетехніка» (також англ. Ukrainian Armor) — українське приватне підприємство оборонно-промислового комплексу. Спеціалізується на проектуванні та виробництві техніки військового і цивільного призначення. Серед продукції: бронеавтомобілі, автомобілі швидкої медичної допомоги, міномети. Розташоване у Києві. Член Асоціації виробників озброєння та військової техніки України.

## Історія
До 2015 року «Українська бронетехніка» називалася ТОВ «Укрглавпак» і спеціалізувалася на виробництві тари з пластмаси.
Починаючи з 2015 року компанія розробляє та виготовляє броньовану колісну техніку (СБА «Варта» та СБА «Новатор») відповідно до потреб Міністерства оборони України та Національної гвардії України.
В березні 2021 року взяла участь в конкурсі міністерства оборони України на заміну радянських УАЗ-469.
Згідно з оприлюдненою підприємством фінансової звітності за підсумками 2020 року падіння чистого прибутку ТОВ «Українська бронетехніка» відносно попереднього склало майже 600 %. У підсумку — 57,2 млн грн збитків.
Так згідно зі звітом, чистий дохід ТОВ «Українська бронетехніка» впав майже у десятеро — з 1,15 млрд грн у 2019-му до 124 млн грн за підсумками 2020 року (падіння на 89 %). А чистий прибуток підприємства (що залишився після операційних витрат та сплати податків) впав на 597 % та перетворився з 11,5 млн прибутку в 2019-му на 57,2 млн грн збитку на кінець 2020-го.
Собівартість продукції у 2020 році склала усього 122 млн грн проти 1,1 млрд у 2019-му.
Середня кількість працівників у 2020 році складала 78 осіб проти 83 у 2019-му. Витрати на оплату праці зменшились на 3,6 % — з 13,4 млн до 12,9 млн грн.

### Після 2022 року до тепер
Після повномасштабного російського вторгнення з лютого 2022 року, за даними американського видання New York Times компанія стала найбільшим приватним постачальником зброї для Міністерства оборони України. За рік від початку вторгнення продажі компанії сягнули $350 млн проти $2,8 млн за рік до того.
Через деякий час після початку російського вторгнення 2022 року, коли компанія відновила та наростила виробничі потужності, продовжилось виробництво мінометів калібрів 60 мм (МП-60), 82 мм (УПІК-82) та 120 мм (МП-120). Станом на кінець серпня 2023 року, компанія передала понад 600 одиниць ЗСУ з початку року. Ці міномети постачаються як державним, так і волонтерським коштом. Також компанія виготовляє 60-мм і 120-мм міни для мінометів та 122-мм боєприпаси для Д-30 та 2С1 «Гвоздика» у співпраці з підприємствами країн-членів НАТО.
Протягом вторгнення компанія також виготовляє та модернізує бронеавтомобілі «Новатор». Натомість розробку самохідного міномета «Смерека» було заморожено, оскільки перехід від маневрової війни до позиційної змінив підхід до артилерії. За словами гендиректора компанії Владислава Бельбаса, 20—30 звичайних мінометів є більш корисними, ніж один самохідний міномет.

## Продукція

### Автомобілі
- СБА «Варта» — броньований автомобіль з колісною формулою 4х4 на шасі вантажівки МАЗ-5434. Автомобіль має захист від бронебійних куль 7,62×39 мм, має V-подібне днище, витримує підрив міни потужністю 6 кг у тротиловому еквіваленті. Маса — 17,5 т.[12] Також є Медична Варта", це спеціалізований броньовий автомобіль. Може модифікуватися як автомобіль для перевезення особового складу, командно-штабна машина, санітарний автомобіль для евакуації поранених та самохідна мінометна установка.[13]
- СБА «Новатор» — броньований автомобіль з колісною формулою 4х4 на шасі позашляховика Ford F-550. Автомобіль має захист від звичайних куль калібру 7,62 мм, днище витримує підрив двох ручних гранат типу РГД-5.[14] Повна маса — 9 т.[15]
- «Варта-Редут» — броньований автомобіль типу MRAP на шасі вантажівки ЗІЛ-131. Був представлений в 2016 році на виставці «Зброя та безпека».[16]
- «Варта 2» — броньований автомобіль з колісною формулою 4х4. Автомобіль має захист за стандартом STANAG 4569. Маса — 10,5 т[17][18].

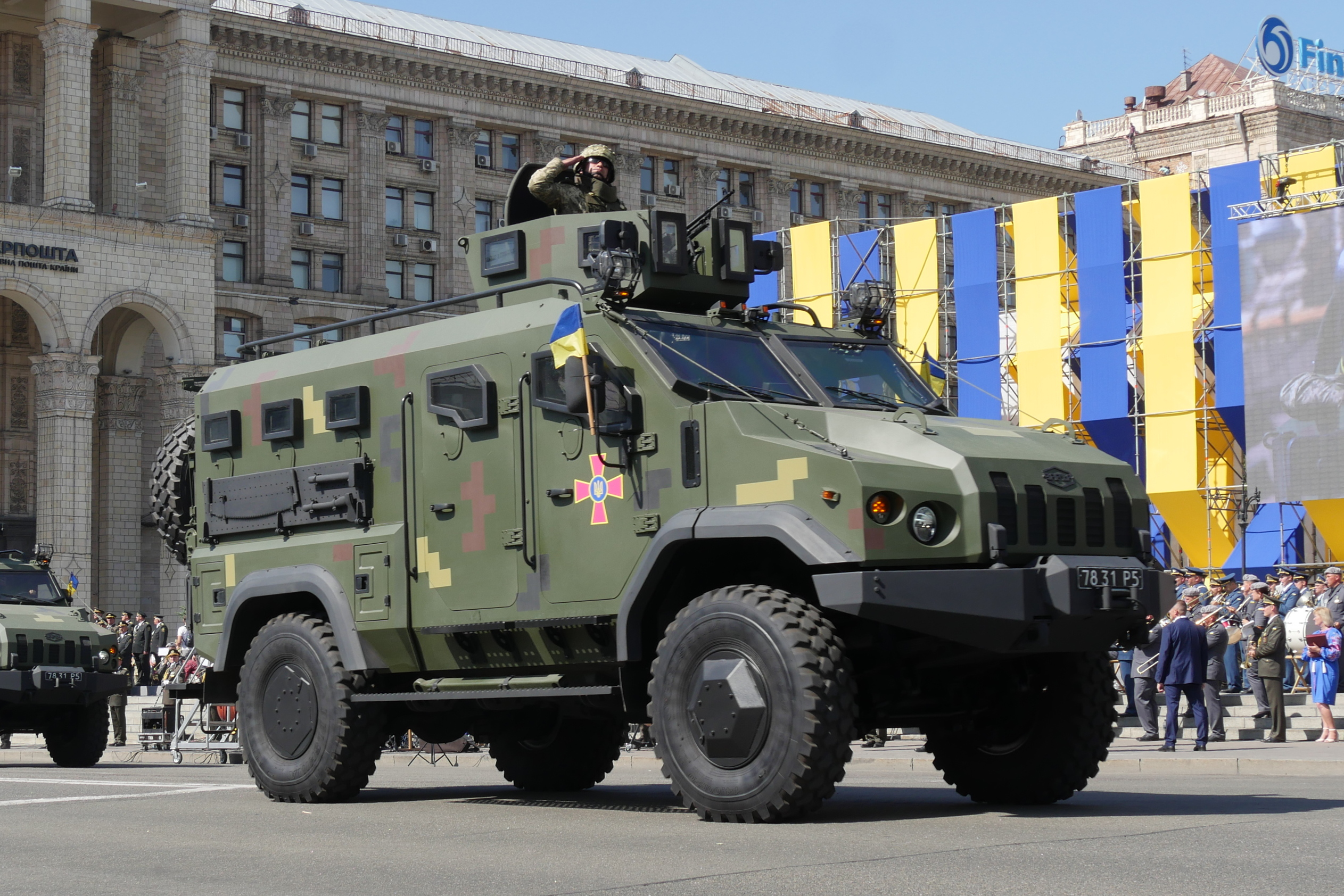
СБА «Варта»
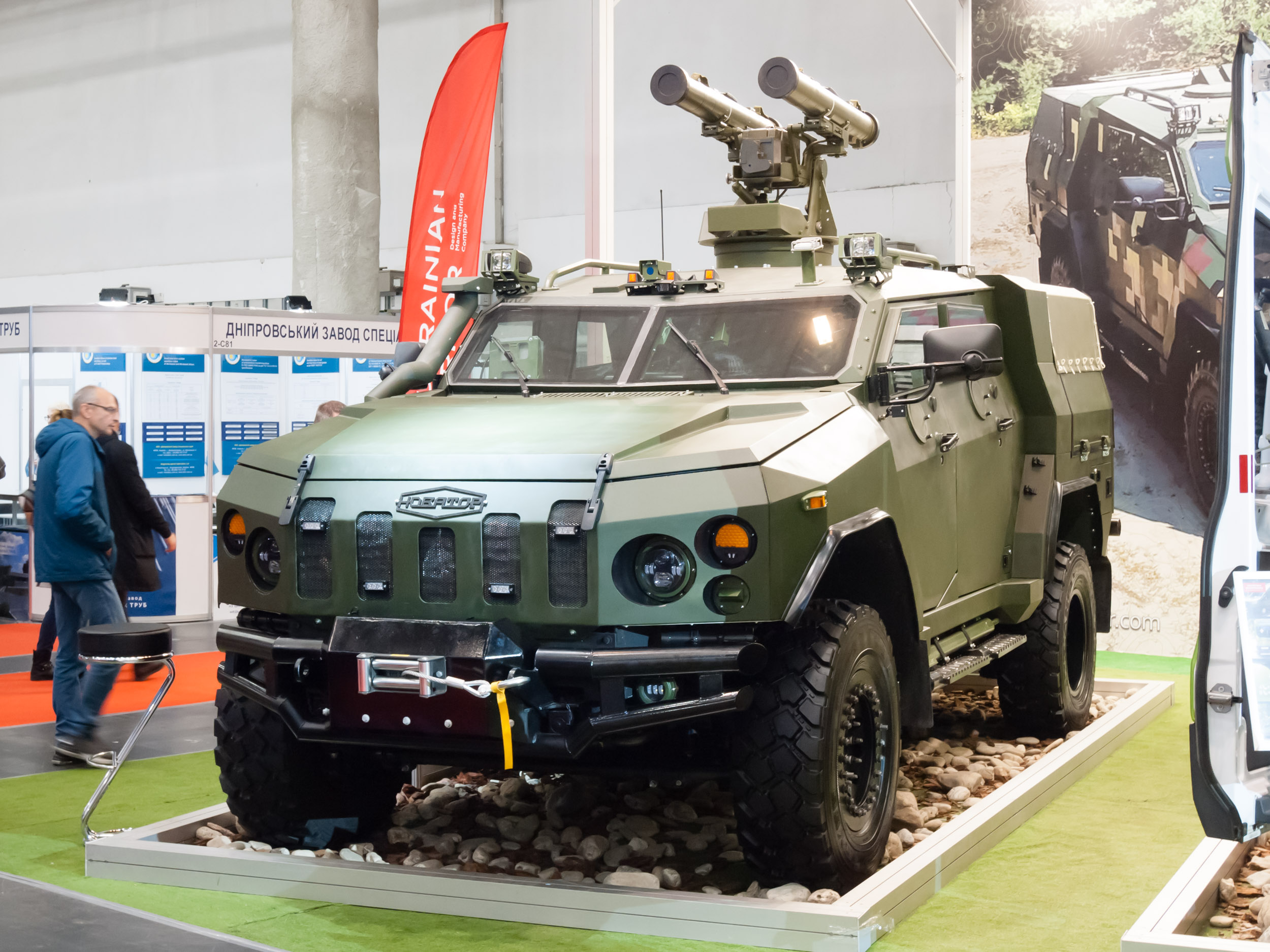
СБА «Новатор»
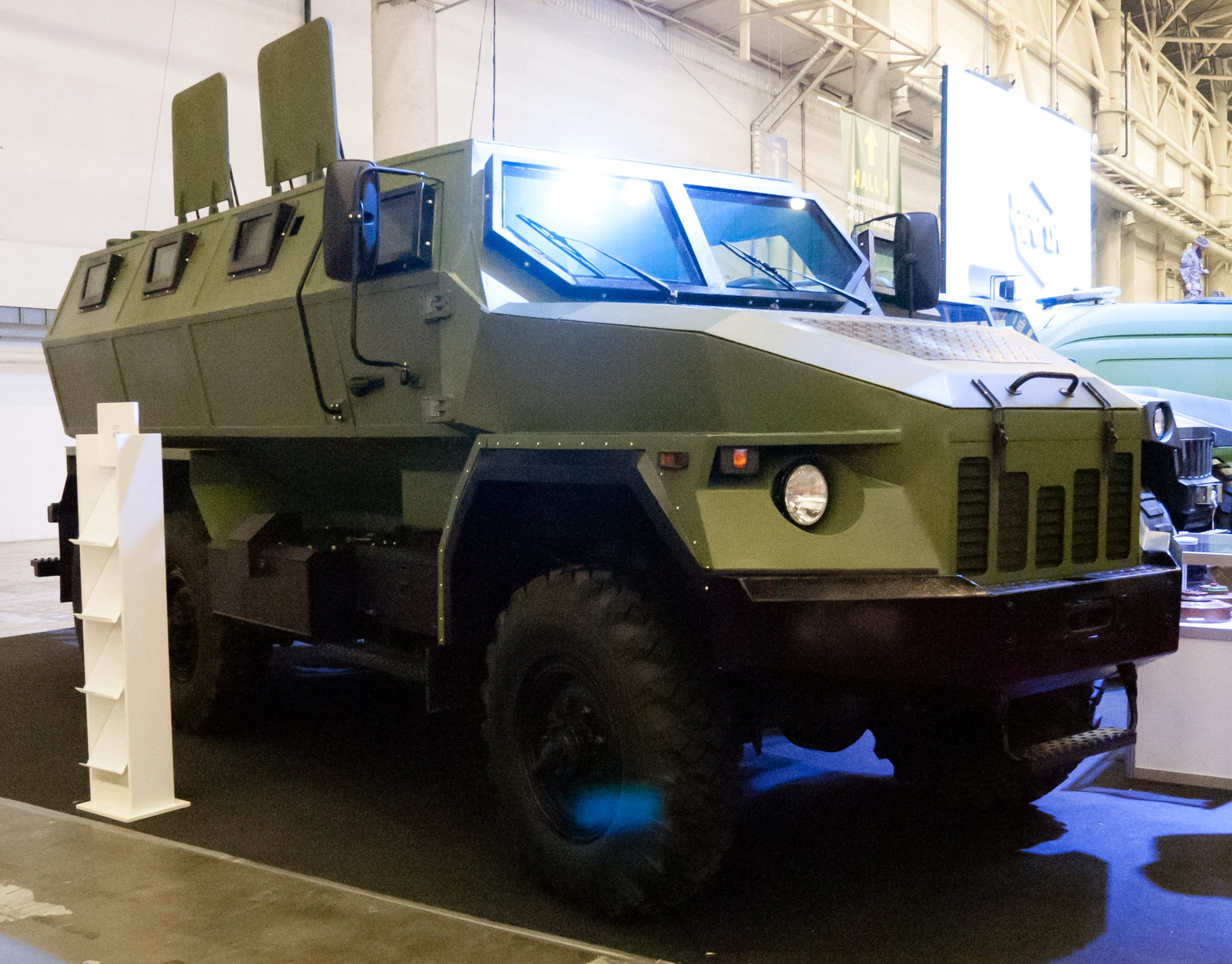
«Варта-Редут»

### Артилерія
- МП-60 — міномет калібру 60 мм.
- UB 81 — міномет калібру 81 мм.
- УПІК-82 — міномет калібру 82 мм.
- МП-120 — міномет калібру 120 мм.
- «Смерека» — самохідний міномет калібру 120 мм. Станом на 2023 рік, розробку заморожено[11].

Станом на серпень 2023 року компанія також виготовляє 60-мм, 80-мм безшумні, 82-мм і 120-мм міни для мінометів та 122-мм боєприпаси для Д-30 та 2С1 «Гвоздика» у співпраці з підприємствами країн-членів НАТО.

### Мінометні постріли
*виключно зовнішні оболонки, хімічні запали компанія замовляє.
- калібру 60 мм[19]
- калібру 80 мм (безшумні)[20]
- калібру 82 мм[24]
- калібру 120 мм[22]

### Інше
Повідомляється, що у 2021 році підприємство планує завершити розробку складових частин реактивної системи залпового вогню «Вільха-М», розпочинати виготовлення дослідного зразка та його випробувань, виконати підготовку до серійного виробництва таких складових.
Також компанія модернізує радянські ЗУ-23-2 до модифікації ЗУ-23-УБ (можливо виготовляє)

## Керівництво
- Директор — Бельбас Владислав